# Amphoriscus kryptoraphis
Amphoriscus kryptoraphis är en svampdjursart som beskrevs av Urban 1908. Amphoriscus kryptoraphis ingår i släktet Amphoriscus och familjen Amphoriscidae.
Artens utbredningsområde är havet utanför Sydafrika. Inga underarter finns listade i Catalogue of Life.